# Szkoła Podstawowa im. św. Jana Kantego w Tryńczy
Szkoła Podstawowa im. św. Jana Kantego w Tryńczy – szkoła podstawowa w Tryńczy.

## Historia
Szkolnictwo parafialne rozpoczęło się w 1636 roku w Gniewczynie Łańcuckiej.
Początki szkolnictwa państwowego w Tryńczy są na podstawie „Szematyzmów Galicji i Lodomerii” datowane na 1882 rok, kiedy to powstały szkoły w Tryńczy, Ubieszynie i Jagielle; były one jednak w rejestrach opisane jako „niezreorganizowane” (z systemu parafialnego na państwowy). Pierwszym nauczycielem w Tryńczy w latach 1882–1886 był Tomasz Mędralski.
W 1887 szkoły w Tryńczy i Ubieszynie stały się filialne, a nauczycielem w Tryńczy został Ignacy Kamprat. Szkoły ludowe wiejskie były tylko męskie, dopiero od 1890 roku stały się mieszane, czyli dostępne dla wszystkich uczniów. W 1893 roku szkoły tryniecka i ubieszyńska stały się etatowe 1-klasowe. W latach 1901–1902 nauczycielem był Walenty Jenke.
W 1900 roku nauczycielem pomocniczym była Maria Chmura, od 1904 były już dwa etaty nauczycielskie: kierownika i pomocnika. Pomocnikami byli: Mieczysław Marszalik (1904–1905)), Kazimierz Majewski (1905–1906)), Ludwika Hańczakówna (1906–1907), Maria Tatarkówna (1908–1909)), Marcin Śliwa (1907–1909), Teofila Krzysikówna (1909–1910)), Maria Adamczakówna (1910–1911), Bronisława Sadowska (1911–1914?), Stanisław Owczarz (1910–1912), Helena Skotnicka (1912–1913), Tadeusz Urban (1912–1913), Stanisław Zawadzki (1913–1914?), Józef Hartleb (1913–1914?). 
W 1907 roku szkoła została zmieniona na 2-klasową. W 1909 wybudowano nowy budynek szkolny, obecnie istniejący. 
W 1923 roku szkołę zmieniono na 5-klasową, a w latach 1926-1927 szkoła była 4-klasowa. W latach 1927–1929 szkoła ponownie była 5-klasowa. W latach 1929–1932 szkoła była 4-klasowa. W 1932 roku szkołę zmieniono na 7-klasową. W latach 1973–1984 była tzw. Zbiorcza Szkoła Gminna, której dyrektorami byli: Olga Blezień, Zygmunt Zielonka i Stanisław Maziarz. W latach 1973–1990 patronem szkoły był Ladislav Novomeský. W 1984 roku utworzono stanowisko Gminnego Inspektora Oświaty, którymi byli: Maria Groch i Krystyna Krupa. 
W 1999 roku na mocy reformy oświaty utworzono 6-letnią szkołę podstawową i 3-letnie gimnazjum. 20 czerwca 2006 roku szkoła otrzymała sztandar i patrona św. Jana Kantego. W 2013 roku było 101 uczniów w szkole podstawowej i 108 uczniów w gimnazjum. W 2017 roku na mocy reformy oświaty przywrócono 8-letnią szkołę podstawową. W 2021 roku szkole została podporządkowana 3-klasowa Szkoła Filialna im. Tadeusza Kościuszki w Ubieszynie.
Kierownicy i dyrektorzy:
1882–1886. Tomasz Mędralski.
1886–1887. Ignacy Kamprat.
1887–1892. Jan Gątkiewicz.
1892–1894. Piotr Kluz.
1894–1901. Antoni Folwarczny.
1901–1902. Walenty Jenke.
1902–1928. Antoni Firla.
1928–1939. Julian Martynowski.
 ?–1958. Mieczysław Szumilak.
1958–?. Józef Szuler.
 ?–?. Władysław Kułak.
 ?–?. Olga Blezień.
 ?–1982. Zygmunt Zielonka.
1982–1984. Stanisław Maziarz.
1984–?. Władysław Kułak.
 ?–2016. Zygmunt Kulpa.
2016– nadal Elżbieta Kubrak.

## Znani absolwenci
- Ryszard Jędruch (wójt gminy Tryńcza)